# Pont de la Rotonde
Le pont de la Rotonde (appelé aussi parfois pont Carnot) est un pont routier du centre-ville de Nantes qui permet la traversée notamment de la ligne ferroviaire de Nantes à Saint-Nazaire, ainsi que du quai Malakoff et de l'allée des Généraux-Patton-et-Wood.

## Localisation
Le pont se trouve dans le prolongement de l'avenue Carnot, située à son extrémité sud, et permet aux habitants du quartier « Madeleine - Champ de Mars » de rejoindre, au niveau de la place Duchesse-Anne située à extrémité nord, la place du Commerce ou la gare SNCF nord en empruntant le cours John-Kennedy.

## Histoire

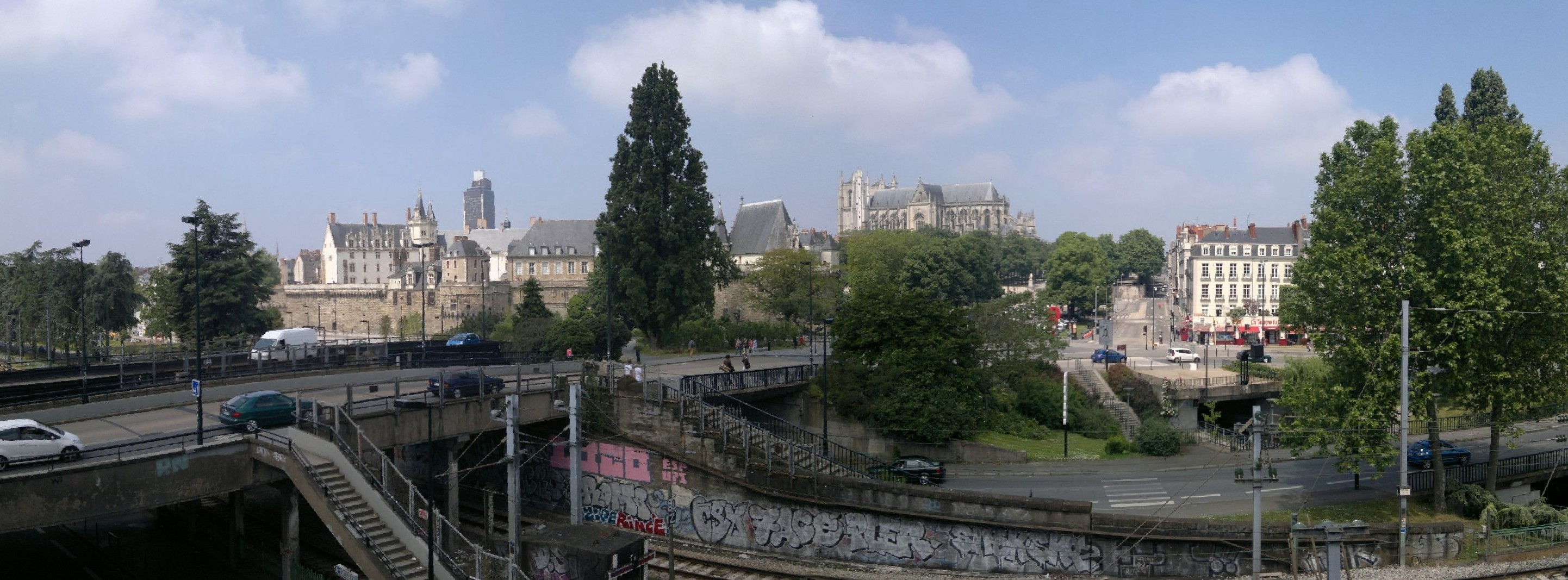
Le pont de la Rotonde vu du Lieu unique.

Son nom lui vient du fait qu'en 1841, il est construit à cet emplacement un pont suspendu de 66 mètres de portée qui, reposant sur rotonde, permettait alors le franchissement du bras de la Loire qui se trouvait à cet endroit et dont le canal Saint-Félix constituait une portion. La construction de l'ouvrage (appelé aussi « pont Saint-Félix ») est décidée en séance du conseil municipal, le 5 octobre 1835. Le plan établi, la discussion se prolonge néanmoins jusque vers 1838. Son édification ayant été confiée à MM. Chaley et Bordillon, le pont est éprouvé en 1840 et mis en service en septembre 1841. Il s'agit de l'un des deux seuls ponts suspendus réalisés à Nantes au XIXe siècle (l'autre étant la « passerelle d'Arcole », en bois, qui remplaçait le pont de la Casserie, sur l'Erdre).
Cependant, le pont de la Rotonde s'effondre le 21 juillet 1866, au passage d’un troupeau de bœufs. Il fallut construire un nouvel ouvrage : un pont métallique à travée unique de 48 mètres,. Le projet est approuvé le 18 décembre 1868, et l'ouvrage est ouvert en juin 1870.
Les travaux de comblement de la Loire qui débutent dans les années 1920, entament la physionomie du canal Saint-Félix dont la partie septentrionale est partiellement comblée au niveau de l'ancien pont qui, en 1938, émerge à peine des remblais durant quelque temps. Puis, le détournement de la voie ferrée vers le sud, sur les terrains gagnés sur l'ancien « bras de l'Hôpital », en 1941, nécessite la construction d'un nouvel ouvrage afin d'assurer la desserte de l'avenue Carnot. Ce nouveau pont est inauguré la même année. Deux voies de circulation sont aussi aménagées des deux côtés de la ligne de chemin de fer, sous l'ouvrage, pour ne pas entraver le trafic est-ouest : l'allée des Généraux-Patton-et-Wood, au nord, la jonction entre le quai Malakoff et l'allée Baco au sud.
Durant les décennies qui suivent la Seconde Guerre mondiale, le pont de la Rotonde est élargi plusieurs fois afin d'absorber le trafic automobile sans cesse grandissant. Les derniers travaux remontent à 2006, pour l'arrivée de la ligne 4 du Busway.